# 옛적부터 항상 계신 이 (그림)

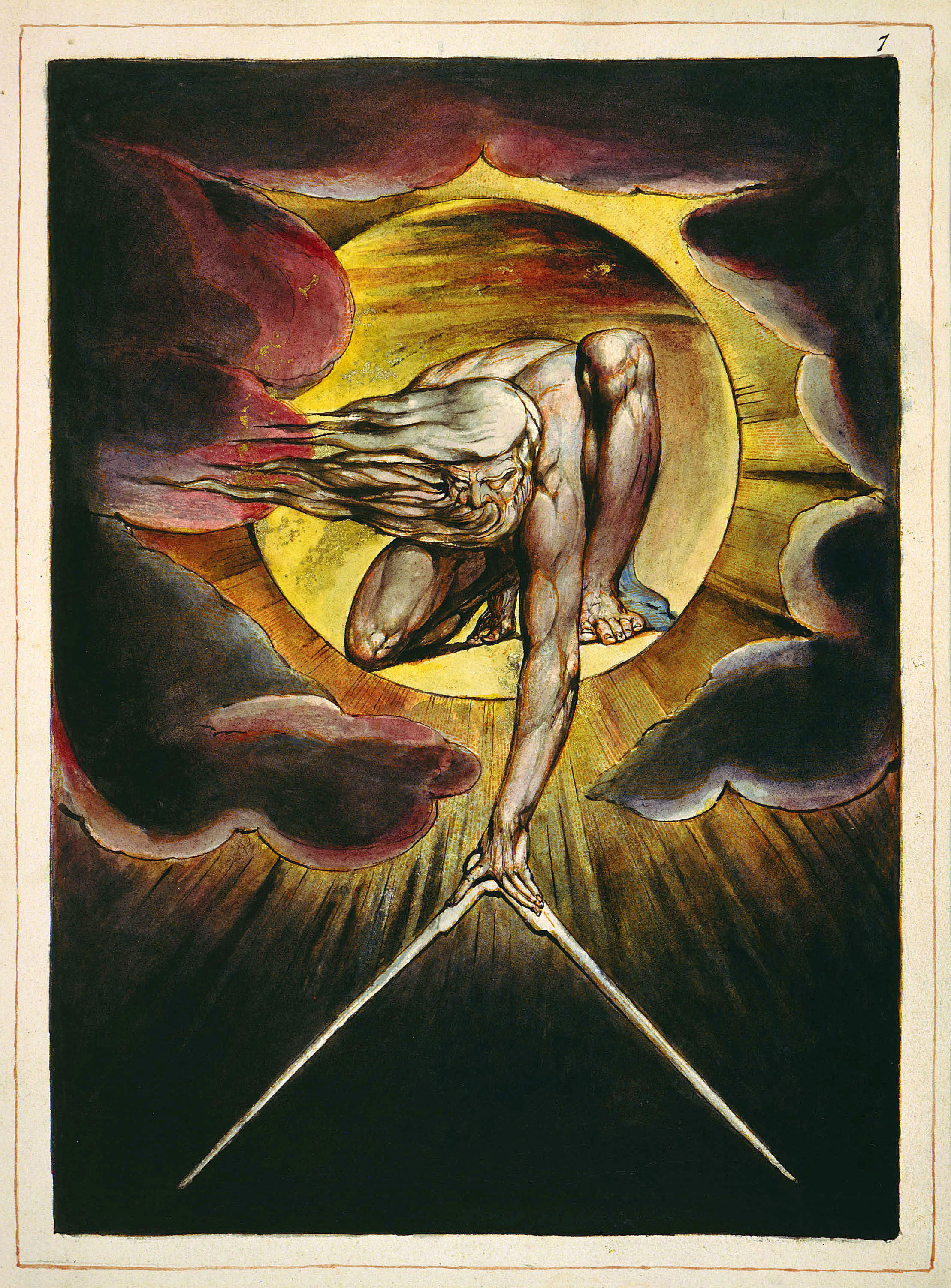
지구에 나침반을 놓는 옛적부터 항상 계신 이. 《유럽의 예언》 K판본 머리말에 실린 사본이다.

옛적부터 항상 계신 이 (The Ancient of Days)는 영국의 시인이자 삽화가였던 윌리엄 블레이크의 1794년 작품 《유럽의 예언》 (Europe a Prophecy)의 머리말에 등장하는 삽화이다.
제목은 다니엘서에서 하나님을 부르는 데 쓰인 칭호에서 따왔으며, 구름 같은 배경 속 원반에 유러전 (Urizen, 블레이크가 주창한 이성과 법칙의 존재)이 웅크린 모습을 묘사하고 있다. 유러전은 아래로 손을 뻗어 어두운 빈 공간 위에 놓인 나침반을 쥐고 있다.

## 역사
1794년 유럽의 예언 출판 당시부터 실린 삽화였으며, 이듬해 1795년에 완성된 블레이크의 <뉴턴>에서도 관련 그림이 실려 있다. 작품 속의 주제는 블레이크가 체험한 '환영' 중 하나였으며, 평소 이 삽화를 아낀 것으로 알려져 있다. 블레이크의 전기작가였던 알렉산더 길크라이스트는 1863년 <윌리엄 블레이크의 삶> (Life of William Blake)를 통해, "블레이크는 <옛적부터 항상 계신 이>를 가장 좋아하였으며 복제하는 것 자체를 좋아했다"고 밝히고 있다.
실제로 블레이크는 생전에 수많은 사본을 제작하였으며 사망하기 불과 몇 주 전에는 프레더릭 태섬의 도움으로 완성한 판본도 존재한다. 태섬은 이전에 지불했던 것보다 더 많은 금액을 제시하며 사본을 의뢰하였는데, 블레이크는 침대에 기대어 삽화를 채색했다는 일화가 알려져 있다. 채색을 마친 블레이크는 그림을 던지고서는 의기양양한 표정으로 "이만하면 됐지! 이제 못 고쳐"라 말했다고 전해진다.
존 토마스 스미스의 <놀레켄스와 그의 삶> (Nollekens and His Times)에서 리처드 톰슨은 이 작품이 잠언 8장 27절에 나오는 "그가 하늘을 펼치시고 깊은 바다 둘레에 테를 두르실 때"의 풍경을 표현하였다면서, "... 흔치 않은 만듦새의 예술적 표본이며, 그 숭고함은 라파엘로나 미켈란젤로의 수준에 근접하다"고 평가했다.
1978년 미국 펑크밴드 슬레이브의 앨범 <The Concept>의 커버로 사용되었으며, 스티븐 호킹의 2005년 책 <God Created the Integers>의 문고판 표지로도 쓰였다.

## 판본별 삽화
본 삽화가 실린 <유럽의 예언>의 판본은 총 13본이 전해지고 있다. 이들 판본 속의 삽화는 단순히 인쇄한 것이 아니라 블레이크가 직접 손수 채색하는 제작방식을 택하였기에, 각각의 판본 속 삽화마다 고유한 특색이 있다.
다음은 디지털 아카이브 프로젝트인 '윌리엄 블레이크 아카이브' (William Blake Archive)를 통해 접할 수 있는 삽화 6본의 모습이다. 다만 대영박물관이 1885년에 입수한 사본은 마틴 버틀린이 출간한 1982년 윌리엄 블레이크 작품 카탈로그에서 제외되어, 실제 입수 여부에 의문점이 제기되었다.

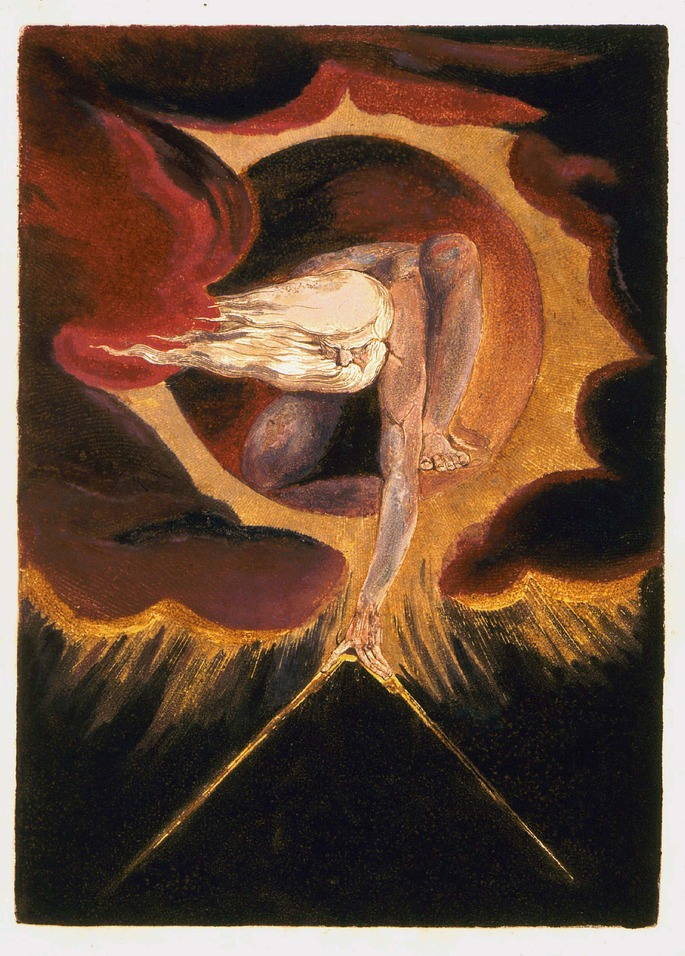
유럽의 예언에 실린 옛적부터 항상 계신 이 (B판, 글래스고 대학교 도서관 소장
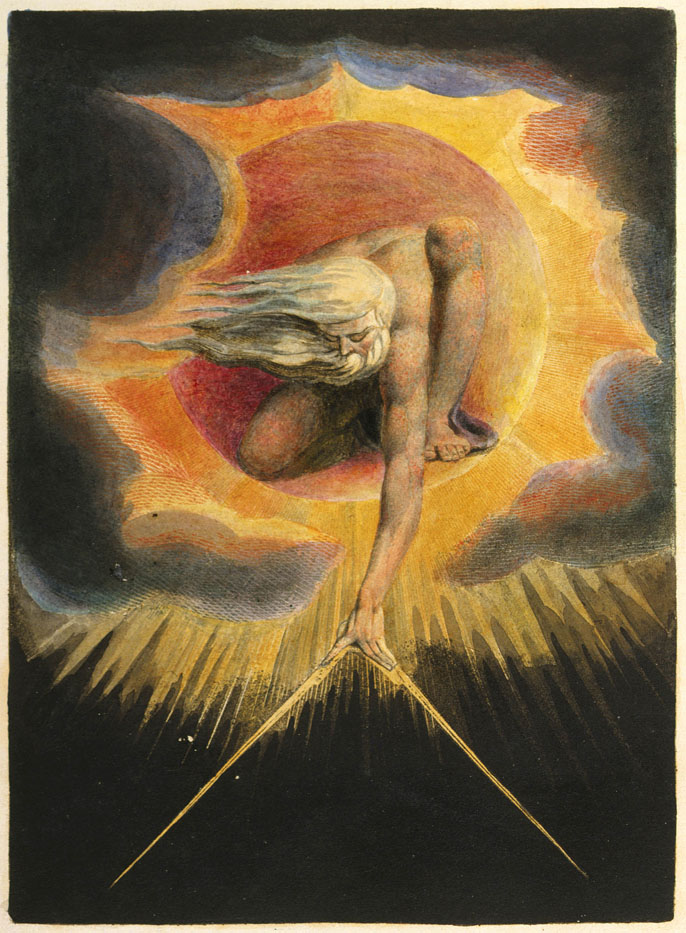
유럽의 예언에 실린 옛적부터 항상 계신 이 (D판, 대영박물관 소장)
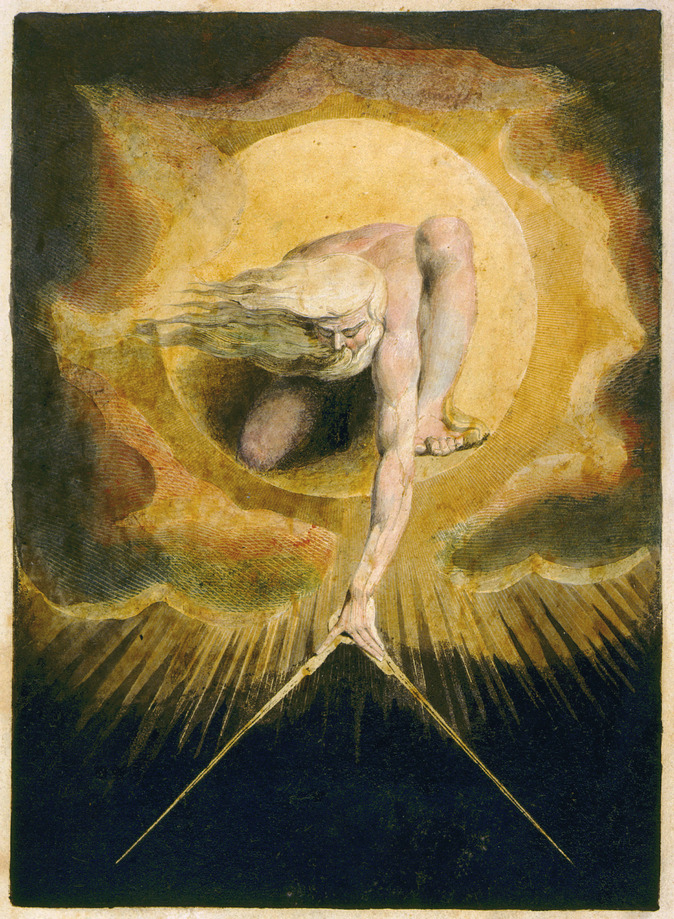
유럽의 예언에 실린 옛적부터 항상 계신 이 (E판, 미국 의회도서관 소장)
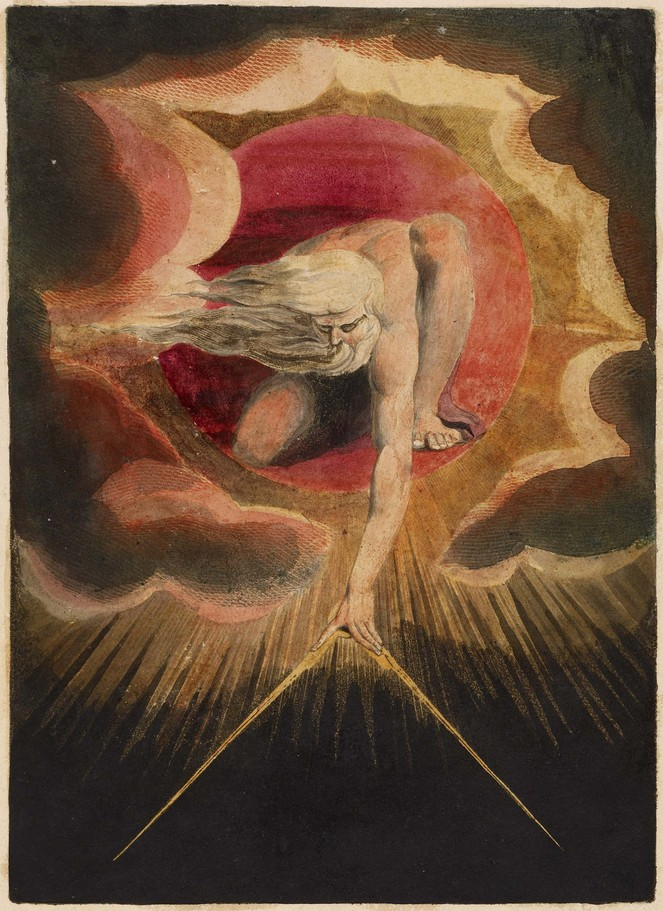
G판 (모건 라이브러리 앤 뮤지엄 보장)
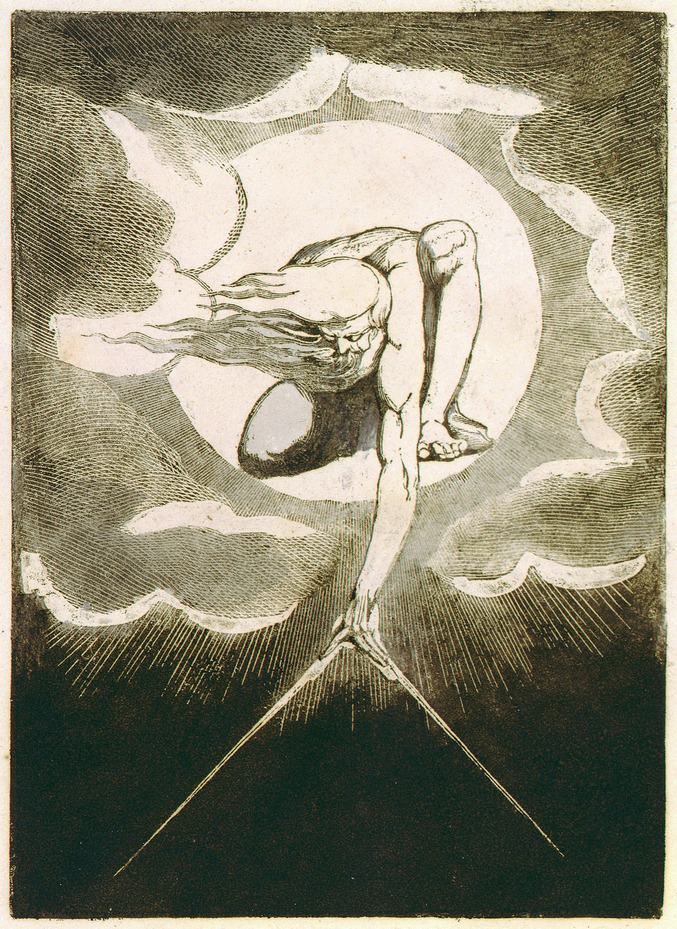
유럽의 예언에 실린 옛적부터 항상 계신 이 (H판, 호턴 도서관 소장)
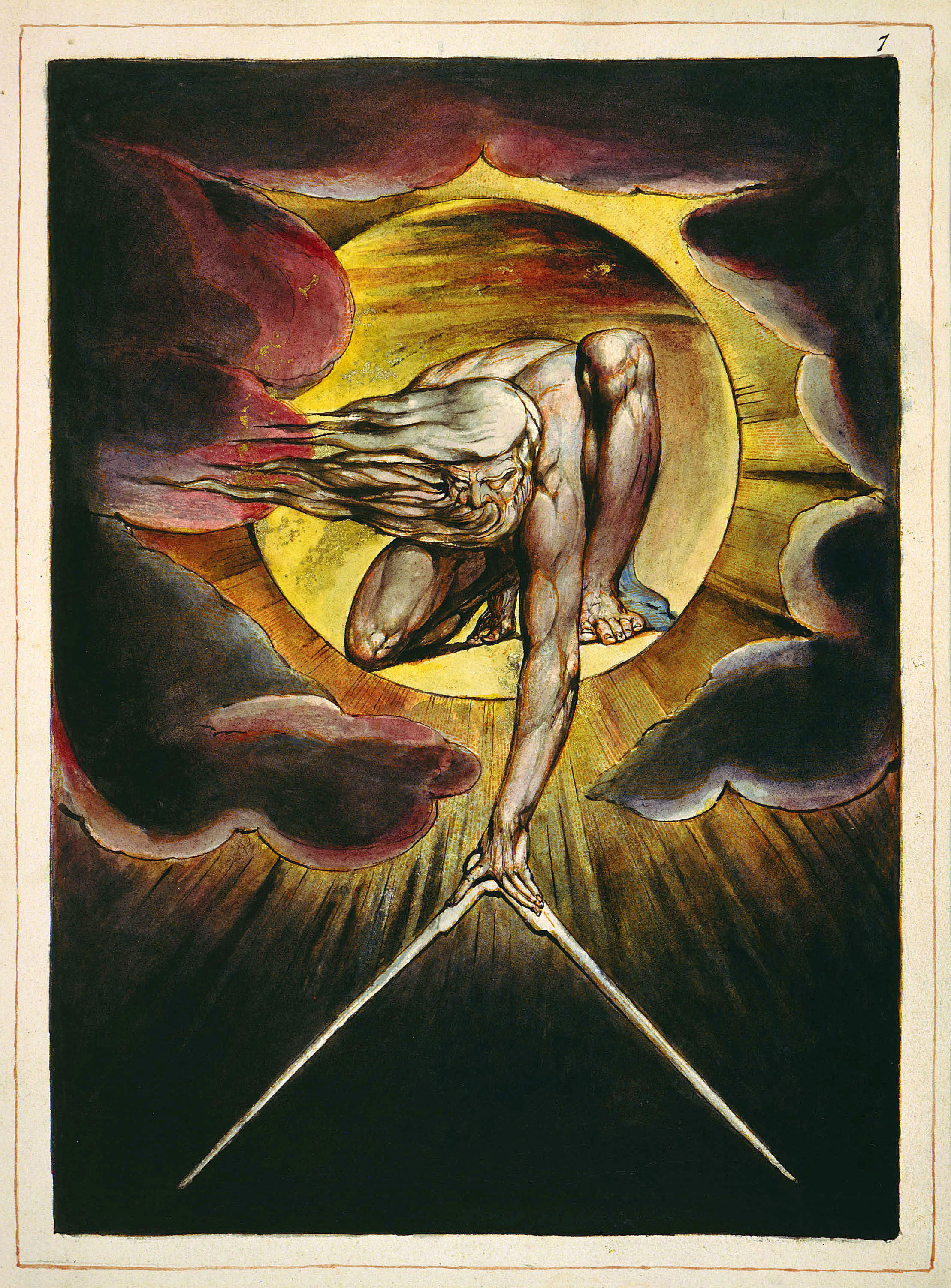
유럽의 예언에 실린 옛적부터 항상 계신 이 (K판, 피츠윌리엄 박물관 소장)